# Знаки почтовой оплаты Украины (2022)
Знаки почтовой оплаты Украины (2022) — перечень (каталог) знаков почтовой оплаты (почтовых марок), введённых в обращение почтой Украины в 2022 году. Всего было выпущено 51 почтовая марка, в том числе 45 памятных (коммеморативных) почтовых марок и одна стандартная марка девятого выпуска, и две десятого с литерными номиналами. Тематика коммеморативных марок охватывала юбилеи выдающихся деятелей культуры, памятники архитектуры Украины, знаменательные даты, виды представителей фауны и флоры и другие сюжеты. В обращение поступили марки номиналом 45,00 и 47,00 гривен, а также марки с литерным номиналом «W», «U», «А» «M», «V», «F», «F», «Н».

## Список коммеморативных (памятных) марок
Порядок следования элементов в таблице соответствует номеру по каталогу марок Украины на официальном сайте Укрпочты (укр. КМД УДППЗ «Укрпошта»).
| № по каталогу                                           | Изображение | Описание и источники | Номинал              | Дата выпуска                      | Тираж                       | Художник                       |
| ------------------------------------------------------- | ----------- | --- | -------------------- | --------------------------------- | --------------------------- | ------------------------------ |
| № 1974                                                  |             | Марка «Тризуб». с укр. — «Марка Тризуб» | V                    | 21 января 2022 года               | 300 000                     | Оксана Шуклинова               |
| № 1976                                                  |             | Марка «Пекін-2022». с укр. — «Марка Зимние Олимпийские игры 2022» | F                    | 23 января 2022 года               | 130 000                     | Марина Куц                     |
| № 1977 № 1978 № 1979 № 1980 № 1981                      |             | Поштовий блок «Природний заповідник Медобори»: «Ясенець білий (Dictamnus albus)»; «Нетопир середземноморський (Pipistrellus kuhlii)»; «Ксилокопа звичайна (Xylocopa valga)»; «Шиверекія подільська (Schivereckia podolica)»; «Відкасник осотоподібний (Carlina cirsioides)». с укр. — «Почтовый блок «Природный заповедник Медоборы»: - «Ясенец белый (Dictamnus albus)» - «Нетопырь средиземноморский (Pipistrellus kuhlii)» - «Пчела-плотник (Xylocopa valga)» - «Шиверекия подольская (Schivereckia podolica)» - «Колючник осотовидный (Carlina cirsioides)» | V                    | Планируемая: 25 февраля 2022 года | 20 000 Фактический: 1466    | Наталья Кохаль                 |
| № 1983                                                  |             | «Марка «Олекса Новаківський. 1872—1935». с укр. — «Марка Новаковский Алексей 1872—1935» | V                    | 14 марта 2022 года                | 130 000 Фактический: 29 270 | Василий Василенко              |
| № 1984                                                  |             | Марка «Русскій воєнний корабль, іді… !» с укр. — «Марка Русский военный корабль, иди … !» | F                    | 12 апреля 2022 года               | 500 000                     | Борис Грох                     |
| № 1985                                                  |             | Марка «Русскій воєнний корабль, іді… !» с укр. — «Марка Русский военный корабль, иди … !» | W                    | 12 апреля 2022 года               | 500 000                     | Борис Грох                     |
| № 1986                                                  |             | Марка «Русскій воєнний корабль… ВСЬО!» с укр. — «Марка Русский военный корабль … ВСЁ!» | F                    | 23 мая 2022 года                  | 3 000 000                   | Борис Грох                     |
| № 1987                                                  |             | Марка «Русскій воєнний корабль… ВСЬО!» с укр. — «Марка Русский военный корабль … ВСЁ!» | W                    | 23 мая 2022 года                  | 2 000 000                   | Борис Грох                     |
| № 1988                                                  |             | Марка «Українська мрія» с укр. — «Марка Украинская мечта» | U                    | 28 июня 2022 года                 | 3 000 000                   | София Кравчук                  |
| № П-26                                                  |             | Проект «Власна марка» с укр. — «Проект „Собственная марка“» | U                    | 5 июля 2022 года                  | 1 400 000                   | Нет данных                     |
| № П-26/1                                                |             | Проект «Власна марка» с укр. — «Проект „Собственная марка“» | U                    | 14 июля 2022 года                 | 450 000                     | Нет данных                     |
| № 1989                                                  |             | Марка «Доброго вечора, ми з України» с укр. — «Марка Добрый вечер, мы из Украины» | M                    | 28 июля 2022 года                 | 3 000 000                   | Анастасия Бондарец             |
| № 1990                                                  |             | Марка «Доброго вечора, ми з України» с укр. — «Марка Добрый вечер, мы из Украины» | W                    | 28 июля 2022 года                 | 2 000 000                   | Анастасия Бондарец             |
| № 1991                                                  |             | Поштовий блок «ВІЛЬНІ. НЕЗЛАМНІ. НЕПЕРЕМОЖНІ» с укр. — «Почтовый блок «СВОБОДНЫЕ. НЕСЛОМЛЕННЫЕ. НЕПОБЕДИМЫЕ»» | 60, 00 гривен        | 24 августа 2022 года              | 1 000 000                   | Антон Хрупин                   |
| № 1992 № 1993 № 1994 № 1995 № 1996 № 1997 № 1998 № 1999 |             | Марковий аркуш «Пес Патрон» на самоклейному папері: «Патрон допомагає фермерам»; «Патрон із рятувальником»; «Патрон розблоковує морський шлях»; «Патрон — справжній козак»; «Патрон рятує дітей»; «Віщий сон Патрона»; «Патрон із нагородою»; «Пес Патрон» с укр. — «Почтовый блок «Пёс Патрон»: - «Патрон помогает фермерам» - «Патрон со спасателем» - «Патрон разблокирует морской путь» - «Патрон – настоящий казак» - «Патрон спасает детей» - «Вещий сон Патрона» - «Патрон с наградой» - «Пёс Патрон»                                                    | F+8,00 гривен        | 1 сентября 2022 года              | 1 000 000                   | Александр Никитюк              |
| № 2000 № 2001                                           |             | Поштовий блок «До 300-річчя від дня народження Григорія Сковороди. Сад божественних пісень» с укр. — «Почтовый блок «К 300-летию со дня рождения Григория Сковороды. Сад божественных песен» | 15, 00 40, 00 гривен | 22 сентября 2022 года             | 1 000 000                   | Харук Александр и Харук Сергей |
| № 2002                                                  |             | Поштовий блок «Культурні епохи України. Сармати» с укр. — «Почтовый блок «Культурные эры Украины. Сарматы» | 47, 00 гривен        | 27 сентября 2022 года             | 20 000                      | Харук Александр и Харук Сергей |
| № 2005 № 2006 № 2007 № 2008 № 2009 № 2010               |             | Марковий аркуш «Слава Збройним Силам України»: «Десантно-штурмові війська ЗСУ»; «Військово-Морські Сили ЗСУ»; «Сухопутні війська ЗСУ»; «Сили територіальної оборони ЗСУ»; «Сили спеціальних операцій ЗСУ»; «Повітряні Сили ЗСУ» с укр. — «Почтовый блок «Слава Вооружённым Силам Украины»: - «Десантно-штурмовые войска Украины» - «Военно-морские силы Украины» - «Сухопутные войска Украины» - «Силы специальных операций Украины» - «Силы территориальной обороны Вооружённых сил Украины» - «Воздушные силы Украины»                                        | U+ 8,00 гривен       | 14 октября 2022 года              | 1 000 000                   | Антон Хрупин                   |
| № 2011                                                  |             | Марка «Кримський міст на біс!» с укр. — «Марка «Крымский мост на бис!»» | M                    | 4 ноября 2022 года                | 2 100 000                   | Юрий Шаповал                   |
| № П-27                                                  |             | Проект «Власна марка» с укр. — «Проект „Собственная марка“» | U                    | 18 ноября 2022 года               | 300 000                     | Нет данных                     |
| № 2012                                                  |             | Марка «Europa. Історії та міфи»: Сварог. Бог-творець Всесвіту с укр. — «Марка «Europa. Истории и мифы»: Сварог. Бог-творец Вселенной» | А                    | 22 ноября 2022 года               | 180 000                     | Николай Кочубей                |
| № 2013                                                  |             | Марка «Europa. Історії та міфи»: Лада. Богиня материнства с укр. — «Марка «Europa. Истории и мифы»: Лада. Богиня материнства» | А                    | 22 ноября 2022 года               | 180 000                     | Николай Кочубей                |
| № 2014 № 2015 № 2016 № 2017 № 2018 № 2019               |             | Марковий аркуш «Зброя Перемоги»: «РСЗВ Вільха»; "РК-360МЦ «Нептун»; "БПЛА «Байрактар ТВ2»; "ПТРК FGM-148 «Джавелін»; "ПТРК «Стугна-П»; «M142 Хаймарс» с укр. — «Почтовый блок «Оружие Победы»: - «РСЗО Ольха» - РК-360МЦ «Нептун» - БПЛА «Байрактор ТВ2» - ПТРК FGM-148 «Джавелин» - ПТРК «Стугна-П» - «M142 Хаймарс» | U+ 3,00 гривен       | 6 декабря 2022 года               | 200 000                     | Харук Александр и Харук Сергей |
| № 2020                                                  |             | Марка «Херсон — це Україна!» с укр. — «Марка «Херсон – это Украина!» | U                    | 9 декабря 2022 года               | 900 000                     | Андрей Сагач                   |
| № 2021                                                  |             | Марка «Переможного Нового року!» с укр. — «Марка «Победного Нового года!» | U                    | 19 декабря 2022 года              | 720 000                     | Валерия Михайлова              |
| № 2022                                                  |             | Марка «Щедрик. Carol of the Bells» с укр. — «Марка «Щедрик. Carol of the Bells» | W                    | 23 декабря 2022 года              | 200 000                     | Николай Кочубей                |

## Девятый выпуск стандартных марок (2016—2022)
В 2022 году выпущено 1 марка девятого выпуска стандартных марок независимой Украины: в обращение поступил знак почтовой оплаты литерным номиналом: «H», который соответствует заранее указанному Укрпочтой тарифу на пересылку корреспонденции, а также эквивалентен определённой сумме в гривнях или долларах США, стоимость для продажи последних рассчитывается по курсу НБУ.
Порядок следования элементов в таблице соответствует номеру по каталогу марок Украины на официальном сайте Укрпочты (укр. КМД УДППЗ «Укрпошта»).
| № по каталогу | Изображение | Описание и источники | Номинал | Дата выпуска        | Тираж    | Художник            |
| ------------- | ----------- | --- | ------- | ------------------- | -------- | ------------------- |
| № 1975        |             | «Герби міст, селищ та сіл України»: м. Богодухів, Харківська область. с укр. — «Гербы городов, поселков и сел Украины»: г. Богодухов, Харьковская область» | H       | 21 января 2022 года | массовый | Наталья Андрейченко |

## Десятый выпуск стандартных марок
В 2022 году выпущено 2 марки десятого выпуска стандартных марок независимой Украины: в обращение поступил знаки почтовой оплаты литерным номиналом: «U», «M», которые соответствует заранее указанному Укрпочтой тарифу на пересылку корреспонденции, а также эквивалентны определённой сумме в гривнях или долларах США, стоимость для продажи последних рассчитывается по курсу НБУ.
Порядок следования элементов в таблице соответствует номеру по каталогу марок Украины на официальном сайте Укрпочты (укр. КМД УДППЗ «Укрпошта»).
| № по каталогу | Изображение | Описание и источники                                                                        | Номинал | Дата выпуска          | Тираж    | Художник   |
| ------------- | ----------- | ------------------------------------------------------------------------------------------- | ------- | --------------------- | -------- | ---------- |
| № 2003        |             | «Писанки»: Львівська обл. с укр. — ««Писанки»: Львовская область»                           | U       | 27 сентября 2022 года | массовый | Нет данных |
| № 2004        |             | «Писанки»: с. Яворівка, Вінницька обл. с укр. — ««Писанки»: с. Яворовка, Винницкая область» | M       | 27 сентября 2022 года | массовый | Нет данных |

## Конверты первого дня
| № по каталогу | Конверт | Почтовый штемпель | Описание и источники                                                                          | Дата выпуска        | Тираж  | Художник            |
| ------------- | ------- | ----------------- | --------------------------------------------------------------------------------------------- | ------------------- | ------ | ------------------- |
| КПД 803       |         |                   | Тризуб с укр. — «Трезубец»                                                                    | 18 января 2022 года | 2000   | Оксана Шуклинова    |
| КПД 804       |         |                   | Пекін-2022 с укр. — «Пекин-2022»                                                              | 18 января 2022 года | 2000   | Оксана Шуклинова    |
| КПД 805       |         |                   | Дев'ятий стандартний випуск: Богодухів с укр. — «Девятый выпуск стандартных марок: Богодухов» | 21 января 2022 года | 2000   | Наталья Андрейченко |
| КПД 808       |         |                   | Русскій воєнний корабль, іді… ! с укр. — «Русский военный корабль, иди … !»                   | 12 апреля 2022 года | 60 000 | Борис Грох          |
| КПД 810       |         |                   | Українська мрія с укр. — «Украинская мечта»                                                   | 28 июня 2022 года   | 30 000 | София Кравчук       |